# Kap Best
Kap Best ist ein Kap an der Westseite der Einfahrt zur Fortuna Bay an der Nordküste Südgeorgiens.
Der Name des Kaps geht mindestens auf das Jahr 1912 zurück und ist seither etabliert. Der genaue Benennungshintergrund ist dagegen unbekannt.